# Xiao Jiang
Xiao Jiang är ett vattendrag i Kina. Det ligger i provinsen Yunnan, i den sydvästra delen av landet, omkring 170 kilometer norr om provinshuvudstaden Kunming.
Genomsnittlig årsnederbörd är 914 millimeter. Den regnigaste månaden är juni, med i genomsnitt 196 mm nederbörd, och den torraste är januari, med 10 mm nederbörd.